# Douvres-la-Délivrande (tổng)
Tổng Douvres-la-Délivrande là một tổng thuộc tỉnh Calvados trong vùng Normandie.
Tổng này được tổ chức xung quanh Douvres-la-Délivrande ở quận Caen. Độ cao khu vực này dao động từ 0 m (Bernières-sur-Mer) à 59 m (Cresserons) với độ cao trung bình 21 m.

## Hành chính
| Giai đoạn     | Ủy viên          | Đảng | Tư cách |
| ------------- | ---------------- | ---- | ------- |
| 2001 - 2008   | Laurent Huet     | UDF  |         |
| 2008 - actuel | Maryvonne Mottin | PRG  |         |

## Các đơn vị trực thuộc
Tổng Douvres-la-Délivrande gồm 10 xã với dân số 21 365 người (điều tra dân số năm 1999, dân số không tính trùng)
| Xã                    | Dân số | Mã bưu chính | Mã insee |
| --------------------- | ------ | ------------ | -------- |
| Bernières-sur-Mer     | 2 373  | 14990        | 14066    |
| Cresserons            | 1 202  | 14440        | 14197    |
| Douvres-la-Délivrande | 4 809  | 14440        | 14228    |
| Hermanville-sur-Mer   | 2 661  | 14880        | 14325    |
| Langrune-sur-Mer      | 1 706  | 14830        | 14354    |
| Lion-sur-Mer          | 2 401  | 14780        | 14365    |
| Luc-sur-Mer           | 3 036  | 14530        | 14384    |
| Mathieu               | 1 625  | 14920        | 14407    |
| Plumetot              | 233    | 14440        | 14509    |
| Saint-Aubin-sur-Mer   | 1 810  | 14750        | 14562    |

## Biến động dân số
| 1962                                                     | 1968   | 1975   | 1982   | 1990   | 1999   |
| -------------------------------------------------------- | ------ | ------ | ------ | ------ | ------ |
| 10 527                                                   | 11 148 | 12 795 | 15 674 | 18 502 | 21 365 |
| Nombre retenu à partir de 1962 : dân số không tính trùng |        |        |        |        |        |